# Biserica „Sf. Gheorghe” din Puchenii Mari
Biserica „Sf. Gheorghe” din Puchenii Mari este un monument istoric aflat pe teritoriul satului Puchenii Mari, comuna Puchenii Mari.